# Коромысла (род)
Коромысла, или коромысла настоящие (лат. Aeshna) — род стрекоз из семейства коромысловых (Aeshnidae). Распространён преимущественно в Северной Америке и Евразии.

## Этимология названия
В русском языке за родом закрепилось название «коромысло», что, вероятно, связано с особенностью самок изгибать брюшко в виде коромысла при приближении самцов, в случаях, когда самки не готовы к спариванию. Стрекозы, летающие в подобной «позе отказа», часто встречаются у водоемов во время периода откладывания яиц.
Название Aeshna было придумано датским энтомологом Иоганном Христианом Фабрицием в XVIII веке. Оно, возможно, было результатом ошибки переписчика в написании греческой Aechma, «копье». Написание Aeschna периодически использовалось в течение определённого периода времени, но теперь его заменили на оригинальное название Aeshna. Тем не менее, производные названия родов (например, Rhionaeschna) сохраняют орфографию «sch», так как именно так они были приведены в начале.
По другой версии, латинское название происходит от греческого η αισχύνη = το αισχος — стыд, позор, стыдливость. Существует версия, что Фабриций, описавший данный род и давший ему название, часто наблюдал его представителей во время спаривания, что ассоциировалось с чувством стыда.

## Описание
Это относительно крупные стрекозы. Их грудь и брюшко коричневого цвета, с синими или желтыми полосками или пятнами на груди и жёлтыми, синими или зелеными пятнами на брюшке.
В статье Наталии фон Элленридер от 2003 года было показано, что голарктические и неотропические виды, помещённые в этот род, не имеют общего предка и их следует поместить в род Rhionaeschna.

## Виды
Род включает около 40 видов, в том числе:
- Коромысло зелёнобокое[6] (Aeshna affinis) (Van der Linden, 1820)
- Aeshna athalia (Needham, 1930)
- Коромысло байкальское[6] (Aeshna baicalensis) (Belyshev, 1964)
- Aeshna caerulea (Ström, 1783) = Aeshna squamata Müller, 1764
- Aeshna canadensis Walker, 1908
- Aeshna clepsydra Say, 1839
- Aeshna constricta Say, 1839
- Коромысло зубчатое[6] (Aeshna crenata) Hagen, 1856
- Коромысло синее[3] (Aeshna cyanea) (Müller, 1764)
- Aeshna ellioti Kirby, 1896
- Aeshna eremita Scudder, 1866
- Aeshna flavifrons Lichtenstein, 1976
- Aeshna frontalis Navás, 1936
- Коромысло большое[6][3] (Aeshna grandis) (Linnaeus, 1758)
- Aeshna interrupta Walker, 1908
- Коромысло рыжеватое[3] (Aeshna isoceles)
- Коромысло голубое[6][3] (Aeshna juncea) (Linnaeus, 1758)
- Aeshna lucia Needham, 1930
- Aeshna meruensis Sjöstedt, 1909
- Aeshna minuscula McLachlan, 1896
- Коромысло помесное[9][10] (Aeshna mixta) Latreille, 1805
- Aeshna moori Pinhey, 1981
- Коромысло чёрно-жёлое[6] (Aeshna nigroflava) Martin, 1908
- Aeshna osiliensis Mierzejewski, 1913
- Коромысло веслоосное[6] (Aeshna palmata) Hagen, 1856
- Aeshna persephone Donnelly, 1961
- Aeshna petalura Martin, 1909
- Aeshna rileyi Calvert, 1892
- Aeshna scotias Pinhey, 1952
- Aeshna septentrionalis Burmeister, 1839
- Коромысло пильчатое[11] (Aeshna serrata) Hagen, 1856
- Aeshna sitchensis Hagen, 1861
- Коромысло субарктическое[6] (Aeshna subarctica) Walker, 1908
- Aeshna subpupillata McLachlan, 1896
- Aeshna tuberculifera Walker, 1908
- Aeshna umbrosa Walker, 1908
- Коромысло волнистое[6] (Aeshna undulata) Bartenev, 1930
- Aeshna verticalis Hagen, 1861
- Aeshna viridis Eversmann, 1836
- Aeshna walkeri Kennedy, 1917
- Aeshna williamsoniana Calvert, 1905
- Aeshna wittei Fraser, 1955
- Aeshna yemenensis Waterston, 1985